# Atteva gemmata
Atteva gemmata is een vlinder uit de familie Attevidae. De wetenschappelijke naam van de soort werd in 1873 gepubliceerd door Augustus Radcliffe Grote.